# Hyloxalus maquipucuna
Espèce
Synonymes
- Colostethus maquipucuna Coloma, 1995

Statut de conservation UICN

 DD  : Données insuffisantes
Hyloxalus maquipucuna est une espèce d'amphibiens de la famille des Dendrobatidae.

## Répartition
Cette espèce est endémique de la province de Pichincha en Équateur. Elle se rencontre dans la réserve Maquipucuna vers 1 800 m d'altitude dans la cordillère Occidentale.

## Description
Les femelles mesurent de 23,5 à 24,1 mm.

## Étymologie
Cette espèce est nommée en référence au lieu de sa découverte, la réserve Maquipucuna.

## Publication originale
- Coloma, 1995 : Ecuadorian frogs of the genus Colostethus (Anura: Dendrobatidae). University of Kansas Natural History Museum Miscellaneous Publication, vol. 87, p. 1-72 (texte intégral).